# Chrysoparadoxophyceae
Classe
Les Chrysoparadoxophyceae sont une classe d’algues unicellulaires de l’embranchement des Ochrophyta. 

## Liste des ordres
Selon AlgaeBase (29 janvier 2022) :
- ordre des Chrysoparadoxales Wetherbee, 2018